# Ioan Jósika
Ioan Jósika (János báró Jósika de Branyicska), (n. 1778, Principatul Transilvaniei, Monarhia Habsburgică – d. 16 mai 1843, Cluj, Imperiul Austriac) a fost guvernator al Transilvaniei între anii 1822-1834. 